# Cayo Mégano Grande
Cayo Mégano Grande är en ö i Kuba.   Den ligger i provinsen Provincia de Camagüey, i den östra delen av landet, 500 km öster om huvudstaden Havanna. Arean är 8,1 kvadratkilometer.
Terrängen på Cayo Mégano Grande är mycket platt. Öns högsta punkt är 8 meter över havet. Den sträcker sig 6,1 kilometer i nord-sydlig riktning, och 5,3 kilometer i öst-västlig riktning.